# Paranathrix tachikawai
Paranathrix tachikawai är en stekelart som först beskrevs av Shafee, Alam och Agarwal 1975.  Paranathrix tachikawai ingår i släktet Paranathrix och familjen sköldlussteklar. Inga underarter finns listade i Catalogue of Life.